# Gare de Dounoux
La gare de Dounoux est une gare ferroviaire française (fermée) de la ligne de Blainville - Damelevières à Lure, située sur le territoire de la commune de Dounoux, dans le département des Vosges en région Lorraine.
Elle est mise en service en 1863 par la Compagnie des chemins de fer de l'Est et fermée à la fin du XXe siècle par la Société nationale des chemins de fer français (SNCF).

## Situation ferroviaire
Établie à 287 mètres d'altitude, la gare fermée de Dounoux est située au point kilométrique (PK) 61,579 de la ligne de Blainville - Damelevières à Lure, entre les gares ouvertes d'Épinal et de Xertigny.

## Histoire
La station de Dounoux est mise en service le 24 septembre 1863 par la Compagnie des chemins de fer de l'Est, lorsqu'elle ouvre à l'exploitation la section d'Épinal à Aillevillers.
Elle est fermée à la fin du XXe siècle par la Société nationale des chemins de fer français (SNCF).

## Service des voyageurs
Gare fermée, les gares ouvertes les plus proches sont Épinal et Xertigny.